# Port Football Club
El Port Football Club es un equipo de fútbol de Tailandia que juega en la Liga de Tailandia, la liga de fútbol más importante del país.

## Historia
Fue fundado en el año 1967 en la capital Bangkok con el nombre Port Authority of Thailand Football Club por el Mayor Prachuap Suntranakul, director de la Autoridad Portuaria en ese tiempo; ese nombre lo usaron hasta el año 2009, cuando lo cambiaron por el que usan actualmente por las regulaciones solicitadas por la Asociación de Fútbol de Tailandia. Es uno de los equipos más exitosos del país no tanto en los torneos de liga, sino en las copas locales, donde ha ganado 14.
A nivel internacional ha participado en 6 torneos continentales, donde su mejor participación ha sido en la Copa de la AFC 2010, donde fue eliminado en los cuartos de final por el Al-Qadsia de Kuwait.

## Palmarés
- Liga Premier de Tailandia: 0
  - Subcampeón: 1

1999
- Copa de Tailandia: 2

2009, 2019
- Copa de la Liga de Tailandia: 1

2010
- - Finalista: 1

2011
- Copa Kor Royal: 8

1968, 1972, 1974, 1976, 1978, 1979, 1985, 1990
- - Finalista: 1

2010
- Copa de la Reina de Tailandia: 6

1978, 1977, 1979, 1980, 1987, 1993

## Participación en competiciones de la AFC
| Temporada | Torneo                  | Ronda            | Club           | Casa | Visita    | Global    |
| --------- | ----------------------- | ---------------- | -------------- | ---- | --------- | --------- |
| 1986–87   | Asian Club Championship | Clasificatoria   | Selangor       | 0–1  | 0–1       | 0–2       |
| 1991–92   | Asian Club Championship | Fase de grupos   | Al-Rayyan      | 3–1  | 3.º Lugar |           |
| 1991–92   | Asian Club Championship | Fase de grupos   | Mohammedan SC  | 1–4  | 3.º Lugar |           |
| 1991–92   | Asian Club Championship | Fase de grupos   | Al Shabab      | 3–1  | 3.º Lugar |           |
| 2010      | AFC Cup                 | Fase de grupos   | SHB Đà Nẵng    | 2–3  | 0–0       | 2.º Lugar |
| 2010      | AFC Cup                 | Fase de grupos   | Tai Po         | 2–0  | 1–0       | 2.º Lugar |
| 2010      | AFC Cup                 | Fase de grupos   | Geylang United | 2–2  | 1–0       | 2.º Lugar |
| 2010      | AFC Cup                 | 1/8              | Sriwijaya      | 4–1  | 4–1       | 4–1       |
| 2010      | AFC Cup                 | Cuartos de final | Al-Qadsia      | 0–0  | 0–3       | 0–3       |
| 2020      | AFC Champions League    | 2.ª Preliminar   | Ceres–Negros   | 0–1  | 0–1       | 0–1       |
| 2021      | AFC Champions League    | Grupo J          | Kitchee        | 1–1  | 0–2       | 3° lugar  |
| 2021      | AFC Champions League    | Grupo J          | Guangzhou      | 3–0  | 5–1       | 3° lugar  |
| 2021      | AFC Champions League    | Grupo J          | Cerezo Osaka   | 0–3  | 1–1       | 3° lugar  |
| 2022      | AFC Champions League    | Play-off         | Ulsan Hyundai  | 0-3  | 0-3       | 0-3       |